# Boechera retrofracta
Boechera retrofracta là một loài thực vật có hoa trong họ Cải. Loài này được (Graham) Á.Löve & D.Löve mô tả khoa học đầu tiên năm 1982.